# Satura
Satura es el tercer álbum de estudio de la banda alemana Lacrimosa, publicado en 1993. Musicalmente representa un cambio significativo en cuanto al nivel de producción, y abriría paso a otro sonido para la banda. También cabe destacar que este sería el último álbum, antes de la entrada de Anne Nurmi a la banda.
Del álbum fue extraído el primer sencillo de la banda, "Alles Lüge", canción incluida en la versión mexicana del álbum como un "bonus track".

## Lista de canciones
1. "Satura"
2. "Erinnerung" - Recuerdos
3. "Cruxifixo" - Cruxifixión
4. "Versuchung" - Tentación
5. "Das Schweigen" - El silencio
6. "Flamme im Wind" - Llama en el viento
7. "Alles Lüge" (Bonus Track, Edición para México)

## Alles Lüge
Es el primer sencillo de la banda. Contiene las siguientes canciones:
1. "Alles Lüge"
2. "Alles Lüge" (Sangriel mix)
3. "Diener eines Geistes" (Dirus Mix)
4. "Ruin"